# Kago Kaju Airport
Kago Kaju Airport är en flygplats i Sydsudan. Den ligger i den södra delen av landet, 100 kilometer söder om huvudstaden Juba. Kago Kaju Airport ligger 984 meter över havet.
Terrängen runt Kago Kaju Airport är platt åt sydväst, men åt nordost är den kuperad. Runt Kago Kaju Airport är det glesbefolkat, med 18 invånare per kvadratkilometer.. 
Omgivningarna runt Kago Kaju Airport är huvudsakligen savann.